# Sieglinde Bandoly
Sieglinde Bandoly (* 20. Oktober 1936 in Breslau) ist eine Diplom-Ethnografin und ehemalige Leiterin des Haldensleber Museums. Sie wurde mit dem Johann-Gottlieb-Fichte-Preis ausgezeichnet, betätigte sich in der Brüder-Grimm-Forschung und veröffentlichte zahlreiche Bücher und Aufsätze zur Geschichte der Region Haldensleben.

## Leben
Bandoly wurde als Tochter eines Versicherungsoberinspektors und einer Verwaltungsangestellten geboren. 1942 wurde sie in Breslau eingeschult. Als die sowjetischen Truppen nach Schlesien vorrückten, flüchtete ihre Mutter mit ihr nach Weixdorf bei Dresden. Hier erlebten sie das Kriegsende. Danach zog die Familie in die Magdeburger Börde. Ab 1950 besuchte Bandoly die Oberschule Haldensleben; 1954 schloss sie ihre Schulzeit mit dem Abitur ab.
Sie trat eine Aushilfsstelle an der Haldensleber Kreissparkasse an und absolvierte einen Lehrgang für Stenografie und Schreibmaschinenschreiben an der Kreisvolkshochschule. Im Jahr 1955 erhielt sie eine Stelle als Sekretärin im Kreismuseum Haldensleben. In Folge absolvierte sie mehrere Praktika am Landesmuseum für Vorgeschichte in Halle auf dem Gebiet der Keramik- und Metallrestaurierung. 1957 nahm sie ein Fernstudium an der Fachschule für Heimatmuseen in Weißenfels auf; 1961 schloss sie es als Museologin ab. Ihre Abschlussarbeit lautete: „Die keramische Industrie Haldenslebens im 19. und 20. Jahrhundert in ihrer wirtschaftlichen und sozialen Bedeutung für die Stadt“. Sie erhielt nun eine Stelle als Museumsassistentin in Haldensleben. Von 1966 bis 1970 absolvierte Bandoly ein Fernstudium an der Humboldt-Universität zu Berlin in der Fachrichtung Ethnographie. 1969 wurde sie für ihre Studien zur Entwicklung der Wohnweise und Wohnkultur in den Dörfern der DDR seit 1945 mit dem Johann-Gottlieb-Fichte-Preis ausgezeichnet.
Nach dem Ausscheiden vom Museumsleiter Bruno Weber fungierte Bandoly ab dem 1. April 1976 als kommissarische Direktorin des Museums. Trotz ihrer Qualifikation und der Empfehlung Webers, sie als seine Nachfolgerin zu benennen, wurde sie aufgrund der Weigerung, Parteimitglied zu werden, zunächst nicht offiziell zur Direktorin ernannt. Erst ab Beginn 1980 erhielt sie die Stelle. In ihrer Zeit als Museumsdirektorin machte Sieglinde Bandoly die Präsentation des sich seit 1963 bzw. 1974 im Museum befindlichen Teilnachlasses der Brüder Grimm zu einer ihrer Hauptaufgaben. An einem von ihr 1984 in Haldensleben organisierten Grimm-Kolloquium nahmen namhafte Vertreter von Universitäten, wissenschaftlichen Bibliotheken und Literaturmuseen teil. Ein weiterer Schwerpunkt ihrer Arbeit waren die ihre Forschungen zur Regionalgeschichte, deren Ergebnisse sich vielfach in Aufsätzen in der von ihr seit 1960 mitbetreuten Jahresschrift des Museums wiederfinden. In ihre Amtszeit fällt auch der Zukauf der Gebäude Lange Straße 2, 4 und 17, die einer Erweiterung des Museums dienten. Sie führte das Haldensleber Museum bis 1996.
Bandoly lebt in Haldensleben. Auch nach ihrer Pensionierung arbeitet sie regelmäßig an kleinen Forschungsprojekten/Ausstellungen und veröffentlicht in der Schriftenreihe des Museums. Ebenso ist sie im Vorstand des 2000 gegründeten Aller-Ohre-Vereins tätig, der neben seiner Funktion als Geschichtsverein für Haldensleben und Umgebung auch als Förderverein für das Museum wirkt.

## Werke
- Die Brüder Grimm: Memorialausstellung zu ihrem Leben und Werk im Kreismuseum Haldensleben, Kreismuseum Haldensleben (Hrsg.), Haldensleben 1981
- Kreis Haldensleben: Geschichte der Neuzeit; 1870 bis zur Gegenwart, Kreismuseum Haldensleben (Hrsg.), Haldensleben 1982
- Haldensleben: Stadt zwischen den Wäldern, Rat der Stadt Haldensleben (Hrsg.), Haldensleben 1985

### Mitautorin (Auswahl)
- Aus dem Nachlass der Brüder Grimm, mit Ulrich Hauer, Schmiedicke Kunstverlag, Leipzig 1984
- Die Brüder Grimm – Leben und Werk: Material für Veranstaltungen anläßlich des 200. Geburtstage von Jacob und Wilhelm Grimm (1985/86); Bestandsverzeichnis der Stadt- und Bezirksbibliothek Wilhelm Weitling Magdeburg, mit: Ilona Brditschke, Jacob Grimm und Martin Wiehle, Magdeburg 1984
- Mit ewiger Gnade will ich mich deiner erbarmen: Soziales Engagement in Althaldensleben im Spannungsfeld von Kirche und Wirtschaft, mit: Ruth Stummann-Bowert und Bernd Schacht, Kultur-Landschaft Haldensleben-Hundisburg e.V. (Hrsg.), Haldensleben 2000
- Haldensleben, mit Martin Vahlbruch, Stadtbild-Verlag, ISBN 978-3-94214-6-388, Leipzig 2013

### Aufsätze (Auswahl)
- Teilnachlass der Brüder Jacob und Wilhelm Grimm im Kreismuseum Haldensleben, in: Marginalien, 1985, 97, S. 61–66
- Baudenkmale heute: Stadttore in Haldensleben, in: Jahresschrift der Museen des Ohrekreises, Band 30, Haldensleben 1990
- Die Familie Nathusius und die Brüder Grimm, in: Jahresschrift der Museen des Ohrekreises, Band 32, Haldensleben 1992
- Zur Geschichte der Ziegeleien in Neuhaldensleben: 15. – 20. Jahrhundert, in: Jahresschrift der Museen des Ohrekreises, Band 39, Haldensleben 1999
- „Siderolith- und Steingutfabrik“ Jacob Uffrecht & Co., Neuhaldensleben: Zur Geschichte und Entwicklung im 19./20. Jahrhundert, in: Jahresschrift der Museen des Ohrekreises, Band 42, Haldensleben 2002, S. 79